# Мачакила
Мачакила, Machaquilá — археологический памятник культуры майя классического периода на территории современной Гватемалы. Город на месте Мачакилы достиг расцвета в 9 в. н. э. Находился в 45 км к северо-востоку от Канкуэна и в 30 км к востоку от Сейбаля.
В городе обнаружены 23 стелы, 6 алтарей, 7 панелей с изображениями и лестницы с иероглифическими надписями. Кроме того, в городе имелось 9 площадей с церемониальными зданиями, а также жилой комплекс на юге. Исключительным можно считать то, что в городе отсутствовал (или же пока не обнаружен) стадион для игры в мяч.
В окрестностях Мачакилы обнаружен ряд меньших археологических памятников, таких, как Пещеры Сан-Мигель (Cuevas de San Miguel), населённые с доклассического и до раннего постклассического периода. В поселениях Эскипулас, Эль-Пуэблито и Ачиоталь имеются здания группы E и стадионы для игры в мяч.